# Grupo EBX
Grupo EBX é uma holding brasileira de propriedade do empreendedor Eike Batista, sediada na cidade do Rio de Janeiro. O Grupo EBX foi um dos principais conglomerados empresariais do Brasil, tendo entre os seus concorrentes diretos a Vale S.A., a Petrobras, a Organização Odebrecht (atual Novonor), o Grupo Camargo Corrêa (atual Mover Participações), o Grupo Andrade Gutierrez e o Grupo Votorantim.

## História
A trajetória do Grupo EBX começou no início da década de 80, com um empreendimento concebido e executado por Eike Batista: a Novo Planeta, primeira planta aurífera aluvial mecanizada da Amazônia. Ao longo dos anos 80, Eike se tornou presidente do Conselho de Administração e o principal executivo da TVX Gold. Foi a partir dessa empresa, listada na Bolsa de Valores de Toronto, no Canadá, que o empreendedor iniciou ao seu relacionamento com o mercado de capitais global.
O empreendedor criou US$ 20 bilhões em valor entre 1980 e 2000 com a implantação e operação de nove minas de ouro e prata no Brasil e no Canadá (Amapari, Casa Berardi, Crixás, Musselwhite, New Britania, Novo Astro, Novo Planeta e Paracatu), além de uma mina no Chile (La Coipa). Nos anos 2000, começou a operar três minas de ferro no Brasil (Mina 63, Tico Tico e Ipê). Eike estruturou e abriu o capital de seis companhias no período entre 2004 e 2012: OGX, MPX, LLX, MMX, OSX e CCX .
Entre os anos de 2011 e 2012 foram US$ 15,7 bilhões em investimentos, com geração de 20 mil postos de trabalho na operação e construção de seus empreendimentos. A EBX destinou cerca de R$ 20 milhões para financiamentos de projetos e parcerias com universidades no Brasil, no Chile, na Colômbia e na China. O apoio abrange mais de dez universidades e instituições de ensino. Dentre as beneficiadas estão a Coordenação dos Programas de Pós-Graduação em Engenharia (COPPE) da Universidade Federal do Rio de Janeiro (UFRJ), a universidade chinesa de Tsinghua, o Instituto de Pesquisas Energéticas e Nucleares (IPEN) e a universidade chilena de Valparaíso.
O grupo conta com parceiros estratégicos e desenvolve empreendimentos estruturantes, com foco em tecnologia estado da arte e geração de riqueza. A EBX investe, principalmente, nos setores de infraestrutura e recursos naturais. Também lidera iniciativas nos setores imobiliário, de tecnologia, entretenimento, esporte, mineração de ouro e catering aéreo e ferroviário. Arbitra ineficiências no País e atua na eliminação de gargalos para estimular o crescimento econômico nacional. O Grupo EBX está presente em nove estados brasileiros, no Chile e na Colômbia e tem escritório em Nova York (EUA).
Atualmente a EBX não controla mais as companhias listadas no Novo Mercado da BOVESPA: OGX (petróleo) , MMX (mineração), OSX (indústria naval offshore) e CCX (mineração de carvão) As outras duas grandes empresas que pertenciam ao grupo, a MPX (energia)  e a LLX (logística) foram vendidas para outros grupos em função da queda de ativos do ano de 2013.

## Empresas do grupo

### Atualmente

FPSO OSX-1, primeira unidade de produção, armazenamento e transferência de óleo e gás a integrar a frota da OSX, na chegada ao Rio de Janeiro, depois de uma travessia de 45 dias, vindo de Singapura.

O Grupo EBX atua com foco prioritário em infraestrutura e recursos naturais. As empresas atualmente pertencentes à holding:
- OSX é uma empresa brasileira, em recuperação judicial, que foi criada em 30 de outubro de 2009, tendo em vista a demanda da indústria petrolífera por equipamentos e serviços integrados para atuar na indústria naval e offshore, ofereceu soluções integradas de engenharia, construção, fretamento e serviços de Operação & Manutenção (O&M) para empresas de Exploração e Produção (E&P) de petróleo. Encerrou a recuperação judicial em 2020, após 7 anos.[11] Atualmente, Eike Batista detém o controle da empresa, que faz a gestão da locação de áreas operacionais no Porto do Açu.[12]

### Anteriormente
- MMX - Companhia de mineração do grupo, produz minério de ferro em Minas Gerais e em Corumbá, no Mato Grosso do Sul.[13] Contava com o Superporto Sudeste (vendido para Trafigura e o fundo Mubadala).[14] Em 2014, o conglomerado entrou com dois processos de recuperação judicial, mas a falência foi decretada em 2021.[15]
- OGX - No segmento de óleo e gás, a OGX era responsável pela maior campanha exploratória privada em curso no Brasil. Criada em 2007, a companhia estava entre as principais produtoras de petróleo do país.[16] Em janeiro de 2012, a OGX deu início em tempo recorde – pouco mais de dois anos contados a partir da descoberta – à extração de petróleo na acumulação de Waimea, na Bacia de Campos (RJ).[17] A OGX possuia um portfólio composto por 30 blocos exploratórios no Brasil, nas Bacias de Campos, Santos, Espírito Santo, Pará-Maranhão e Parnaíba, e quatro blocos exploratórios na Colômbia, nas Bacias de Cesar-Ranchería e Vale Inferior do Madalena. A companhia OGX foi absorvida pelos credores e se tornou OGSA, mais tarde, sendo denominada Dommo Energia pelos novos sócios credores, agora, sob nova gestão, não pertence mais a EBX, sendo que Eike ficou com uma posição minoritária na conversão das ações da OGX para OGSA. Atualmente, a Dommo pertence à PetroRio.[18]
- MPX - Na área de energia, a MPX em 2011 iniciou a operação da primeira usina solar em escala comercial do Brasil, a Usina Tauá (CE).[19] Em 2012, entrarão em operação duas usinas termelétricas da companhia: Energia Pecém (CE) e UTE Porto do Itaqui (MA). Para 2013, está previsto o começo das operações da usina de Pecém II (CE) e da primeira fase da UTE Parnaíba (MA). A segunda fase terá início em 2014.[20] No fim de Março 2013, o empresário Eike Batista anunciou nova venda de ações da MPX para a alemã E.ON, se transformando na empresa Eneva.[21]
- LLX - Companhia de logística do grupo, coordena a construção do Superporto do Açu, em São João da Barra (RJ)[22], o maior e mais eficiente complexo porto-indústria da América Latina, com atração de investimentos produtivos da ordem de US$ 40 bilhões nos próximos anos [10][23]  e previsão de geração de 50 mil empregos, diretos e indiretos. O superporto abrigará a Unidade de Construção Naval do Açu (UCN Açu), na qual a OSX – companhia do Grupo EBX que atua na indústria naval offshore – está investindo US$ 1,7 bilhão.[24] A UCN Açu terá capacidade para a construção simultânea de até 11 FPSOs (unidades flutuantes de produção, armazenamento e transferência de óleo e gás) e oito WHPs (plataformas fixas) e irá gerar 14 mil empregos diretos. A OSX está focada em suprir a demanda por soluções integradas nos segmentos de construção naval, fretamento de Unidades de exploração e produção (E&P) e serviços de operação e manutenção (O&M). Em 2013, a LLX foi vendida para empresa Prumo, pertencente ao grupo EIG Global Energy Partners.
- JPX - Foi uma empresa criada em 1992 pelo empresário Eike Batista com o objetivo de produzir no Brasil um jipe apto às atividades de mineração do seu conglomerado industrial e que também pudesse atender ao mercado nacional de veículos utilitários. A empresa, após buscar no mercado internacional por um modelo de jipe que pudesse ser fabricado no país sem grandes investimentos em desenvolvimento de produto, adquiriu na França a licença para produção do modelo A-3 da Auverland e passou a montar uma versão modificada do mesmo na cidade de Pouso Alegre, Minas Gerais, sob o nome comercial de JPX Montez. A fábrica da JPX do Brasil foi definitivamente fechada em 2002 após um longo período de inatividade.
- AUX - A Colômbia concentra ainda investimentos do Grupo em mineração de ouro. Em março de 2011, o grupo adquiriu, por meio da AUX, o controle acionário da mineradora canadense Ventana Gold, que detém direitos minerários na região de California-Vetas, área histórica de garimpo no norte da Colômbia. A soma dos ativos da companhia garante ao Grupo EBX um dos mais ricos depósitos de ouro subterrâneo do mundo. Além da mineração de carvão e de ouro, o grupo desenvolve ainda campanha exploratória de petróleo na Colômbia. Na América do Sul, o Chile também conta com investimentos do Grupo EBX, que incluem o maior empreendimento de geração licenciado do país (2.100 MW), integrado a porto dedicado de águas profundas e à produção de minério de ferro. Foi vendida para o fundo soberano de Abu Dhabi, o Mubadala, por  US$ 400 milhões.[25]
- REX - Empresa criada em 2008, que atua nos ramos de incorporação imobiliária, desenvolvimento de projetos urbanísticos e investimentos em ativos imobiliários no grupo EBX.[26] A REX é a empresa do segmento imobiliário do Grupo EBX. Criada em 2008 para identificar oportunidades no setor imobiliário, a companhia entrou em operação em 2011, com foco de atuação em desenvolvimento urbano e ativos para renda. O portfólio de negócios da empresa contempla, dentre outras iniciativas, a revitalização do Hotel Glória, rebatizado como Gloria Palace Hotel[27], o centro médico integrado MDX Medical Center, o Centro Empresarial R3X Leblon e o Hotel Parque do Flamengo, na cidade do Rio de Janeiro. Hotel Glória foi vendido ao grupo suíço Acron por cerca de R$ 260 milhões.[28]
- SIX - O Grupo EBX também investe na área de tecnologia, por meio da SIX Soluções Inteligentes. Criada em outubro de 2011, a SIX surgiu a partir da aquisição do controle da AC Engenharia, empresa com 18 anos de experiência no mercado nacional, com foco nos setores de operação de óleo e gás. Em abril de 2012, o Grupo e a IBM anunciaram uma parceria estratégica. O acordo inclui a aquisição pela IBM de 20% da SIX Automação, subsidiária da SIX Soluções Inteligentes, e a criação de um centro para desenvolvimento conjunto de soluções tecnológicas e investimentos em P&D (pesquisa e desenvolvimento) voltado principalmente para os setores de recursos naturais e infraestrutura, além do “outsourcing” para a IBM de atividades operacionais de TI do Grupo EBX. Eike vendeu a fatia de 33% que tinha na fábrica de chips ao grupo argentino Corporación América por valor não informado.[28] [29]
- IMX - Joint venture com a americana IMG Worldwide — é a empresa de esporte e entretenimento do grupo, voltada à realização de eventos e produção de conteúdos de entretenimento nas áreas de esporte, moda e música. [30] Ainda em 2011, o Grupo EBX criou a NRX-Newrest [31], para operar nos setores de catering aéreo e ferroviário no Brasil. Fruto de uma joint venture com a Newrest, única grande empresa mundial que atua em todos os segmentos de catering e serviços anexos, a NRX-Newrest presta serviços de alimentação e apoio operacional onshore e offshore, limpeza, “hospitality”, entre outros. O grupo desenvolve ainda iniciativas nas áreas de esporte, entretenimento, hotelaria, gastronomia, saúde e meio ambiente na cidade do Rio de Janeiro, onde está sediada a EBX. Foi adquirida pelo Fundo Mubadala.[32][33][28]
- RJX - No âmbito esportivo, a EBX patrocina o time de voleibol Associação Desportiva RJX, o piloto de Fórmula 1 Bruno Senna, e os jogadores de vôlei de praia Maria Clara, Carolina, e Pedro Solberg, filhos da ex-jogadora Maria Isabel Barroso Salgado. Os contratos foram posteriormente rompidos.[34][28]
- CCX - Companhia do Grupo EBX criada a partir da cisão dos ativos de mineração de carvão da MPX na Colômbia, a CCX [35][36][37] desenvolve neste país o maior projeto greenfield de mineração de carvão integrada da América Latina. Com produção estimada em até 35 milhões de toneladas por ano, este projeto contempla uma mina subterrânea (San Juan), duas minas a céu aberto (Cañaverales e Papayal), e um sistema logístico integrado, dedicado e eficiente, composto por ferrovia de 150 km de extensão e porto de águas profundas capaz de operar navios do tipo capesize. Entrou em descontinuidade operacional em 2016, com a venda de seus principais ativos e entrou em processo de liquidação.[38]

## Outros dados

### Sinergia
Grupo EBX captura as muitas Sinergias existentes entre os seus negócios. O minério de ferro da MMX será transportado para o Superporto Sudeste, de onde será exportado para todo o mundo. As chapas de aço produzidas pelas siderúrgicas instaladas no complexo industrial do superporto da LLX serão utilizadas pela OSX na produção de equipamentos offshore , afretados para a OGX para a sua produção de óleo e gás. O carvão das minas da CCX na Colômbia será transportado até as termelétricas da MPX localizadas ao longo da costa brasileira e no superporto da LLX, e a energia gerada será fornecida para as indústrias localizadas no complexo industrial. O gás natural produzido pela OGX pode suprir as térmicas da MPX localizadas no complexo industrial do superporto da LLX . O superporto da LLX poderá servir de base terrestre para a produção de óleo e gás da OGX. A MPX vai fornecer energia para a principal unidade operacional da MMX em Minas Gerais.

### Ações Socioambientais no País
EBX e suas companhias apoiam mais de 170 iniciativas socioambientais no País , dentre elas a conservação de três parques nacionais (Lençóis Maranhenses, Fernando de Noronha e Pantanal). Além disso, cria e mantém três reservas próprias: Reserva Particular do Patrimônio Natural (RPPN) Engenheiro Eliezer Batista (pantanal), Quebrada del Morel (Deserto do Atacama) e Caruara (restinga); apoia a gestão de quatro RPPNs no Pantanal (Dorochê, Acurizal, Penha e Rumo ao Oeste) e a criação de outras dez no Ceará. O Grupo EBX apoia ainda o Corredor Ecológico do Muriqui, um dos maiores projetos de restauração da Mata Atlântica já desenvolvidos no Brasil, e a preservação da Reserva Manancial de Cañaverales, na Colômbia.
Na área social, os programas de realocação de famílias Vila Nova Canaã, no Maranhão, e Vila da Terra, em São João da Barra (RJ); o apoio à construção do Centro Pediátrico do Câncer (CPC), no Ceará; e o apoio ao Hospital Pro Criança, no Rio de Janeiro, são alguns exemplos de ações realizadas pelo grupo nos últimos anos.
No Rio de Janeiro, o Grupo EBX destinará R$ 20 milhões por ano, até 2014, ao projeto das Unidades de Polícia Pacificadora (UPPs), novo modelo de segurança pública e policiamento. Os recursos serão usados pela Secretaria Estadual de Segurança para a compra de equipamentos e obras de infraestrutura e logística das unidades.
O Grupo EBX investe na preservação da história e da cultura. Em Belo Horizonte, implantou e mantém o Museu das Minas e do Metal (MMM), concebido para destacar a relação da história e das expressões culturais de Minas Gerais, por meio de duas das principais atividades econômicas do estado: a mineração e a metalurgia. Em 18 salas, estão instaladas 44 atrações, sendo 11 instalações dedicadas às principais minas do estado, numa área de quase 6.000 metros quadrados. Em ambientes virtuais, os visitantes podem interagir com os espaços criados para permitir intensa vivência pelo mundo dos metais e minerais.As atrações são humanizadas por meio de personagens históricos e fictícios do MMM como D. Pedro II, o Barão de Eschwege, Xica da Silva e outros, que apresentam o museu aos visitantes de forma lúdica e interativa.